# Dario Floreano
Dario Floreano (San Daniele del Friuli, 10 dicembre 1964) è un informatico e ricercatore italiano.

## Biografia
Ha ricevuto un Master of Arts in Psicofisica all'Università di Trieste nel 1988, un M.Sc. in calcolo neurale della Università di Stirling nel 1992. È direttore del Laboratorio di sistemi intelligenti (Laboratory of Intelligent Systems - LIS) presso EPFL la Scuola politecnica federale di Losanna in Svizzera. È cofondatore e membro del consiglio di amministrazione della Società internazionale per la vita artificiale ed è membro del consiglio di amministrazione della Società internazionale per reti neurali.

È stato anche direttore della popolare serie di podcast "Talking Robot".

## Attività
È uno dei pionieri nella robotica evolutiva: con il suo gruppo è riuscito a costruire robot che riuscivano a comunicare tra di loro.
Le sue attività di ricerca si concentrano su tre temi di intelligenza artificiale: 
- la progettazione di nuovi micro-robot che prendono ispirazione da organismi biologici;
- consentire a più robot di cooperare al fine di realizzare le missioni che sono impossibili per un singolo robot;
- l'evoluzione artificiale di elettro-meccanismi e di organismi per circuiti biologici complessi.

Ha organizzato conferenze internazionali nei settori della bio-ingegneria mimetica, collaborando editorialmente con diverse riviste internazionali, sui temi: 
Reti Neurali; 
Programmazione genetica; 
Adaptive Behavior; 
Vita Artificiale; ecc.